# Place des Héros de la Centurie céleste
La place des Héros de la Centurie céleste (en ukrainien : Майдан Архітекторів) est une infrastructure de Kharkiv en Ukraine.

## Historique
C'est une place qui au XVIIIe, était l'entrée de la ville ; ensuite elle est connue comme place Mykhaïlivska, en référence à l'église éponyme construite en 1787. De par sa proximité des murs de la ville se trouvait là des casernes et elle fut le théâtre de parades et défilés militaires.
C'est le 20 novembre 2015 que la place Roudnev a été rebaptisée Place des Héros de la Centurie céleste en hommage aux morts de la Révolution de la Dignité.

## Bâtiments remarquables et lieux de mémoire
la place avait une statue à Mykola Roudnev qui fut démontée le 11 avril 2015 après les lois d'Etat sur la décommunisation des noms et espaces publics.

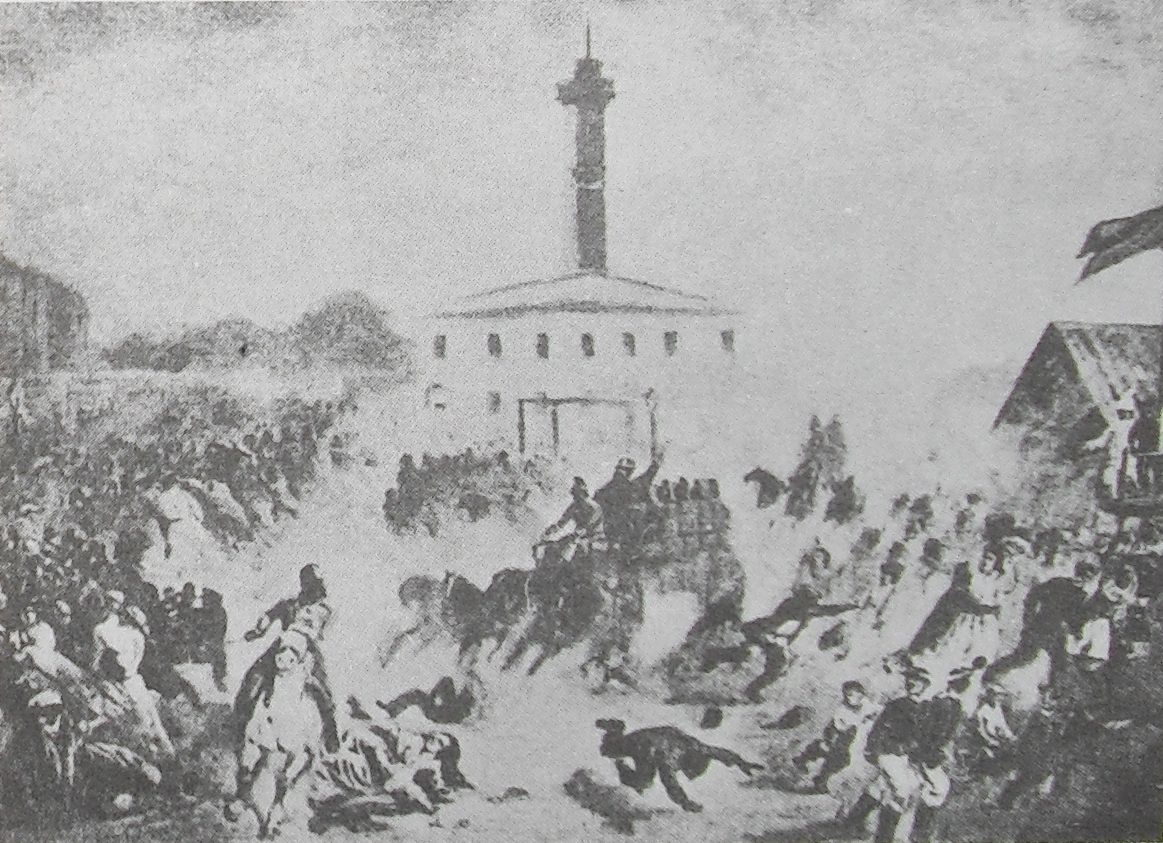
La place en 1872.
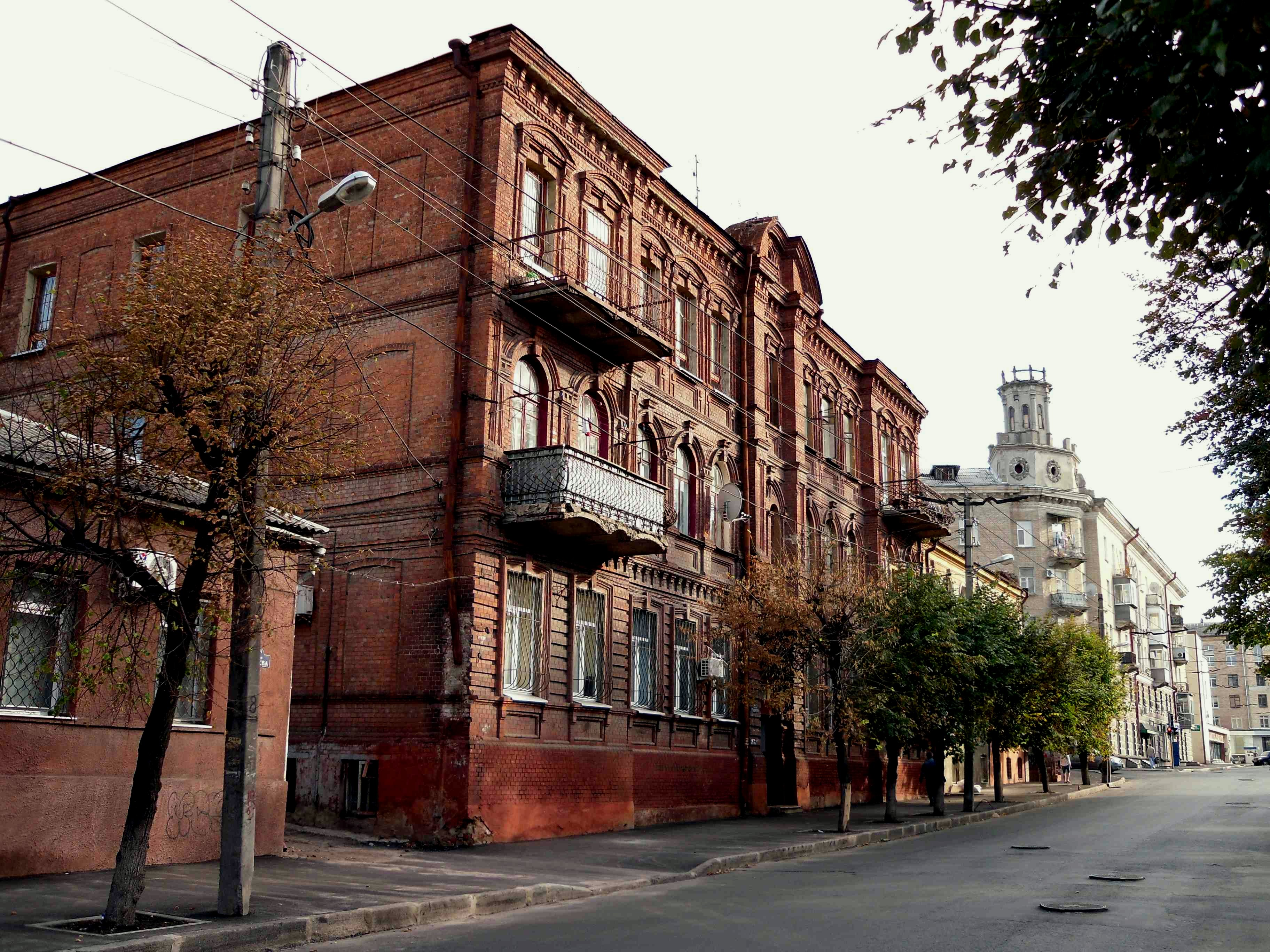
Bâtiment classé.
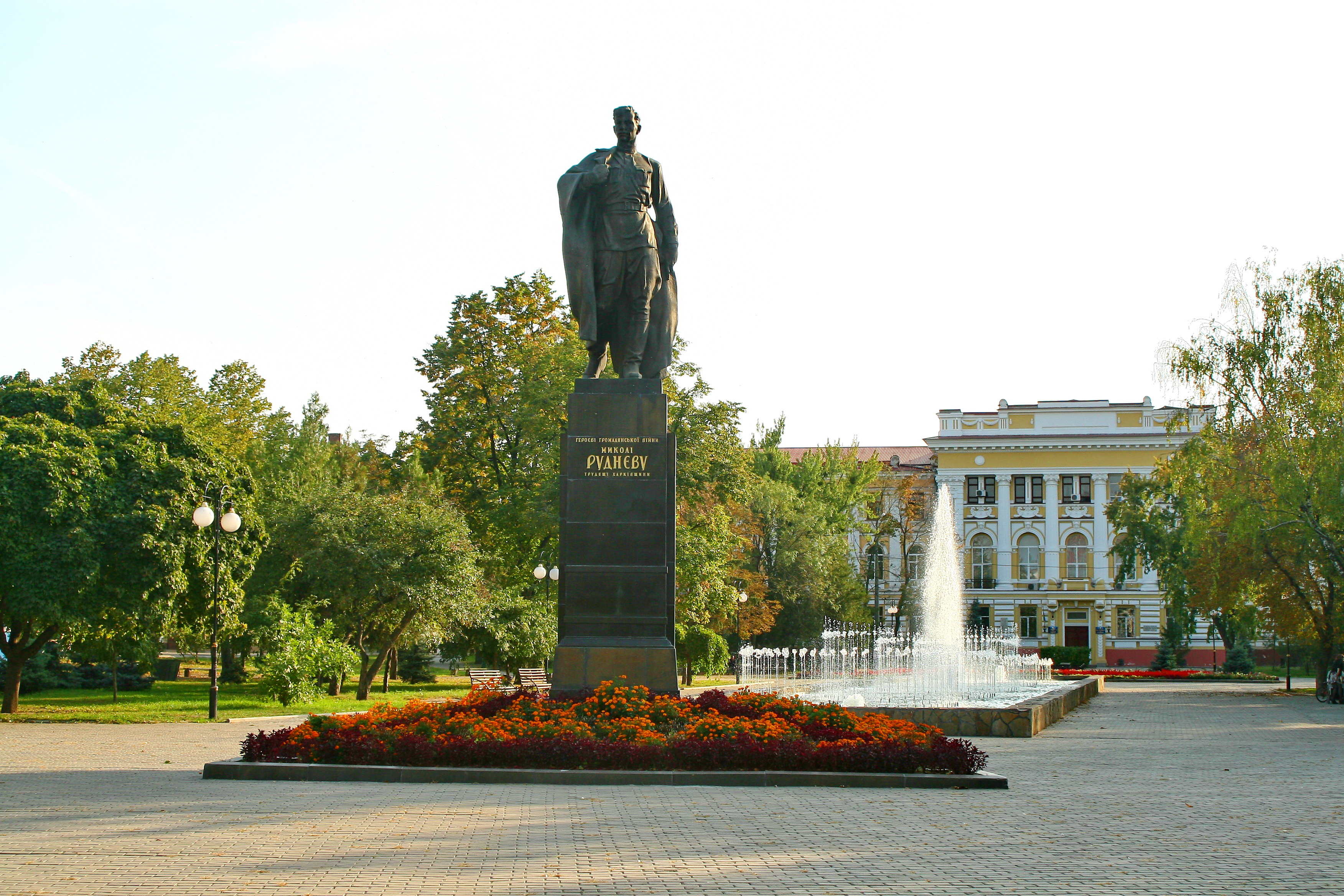
La statue disparue,
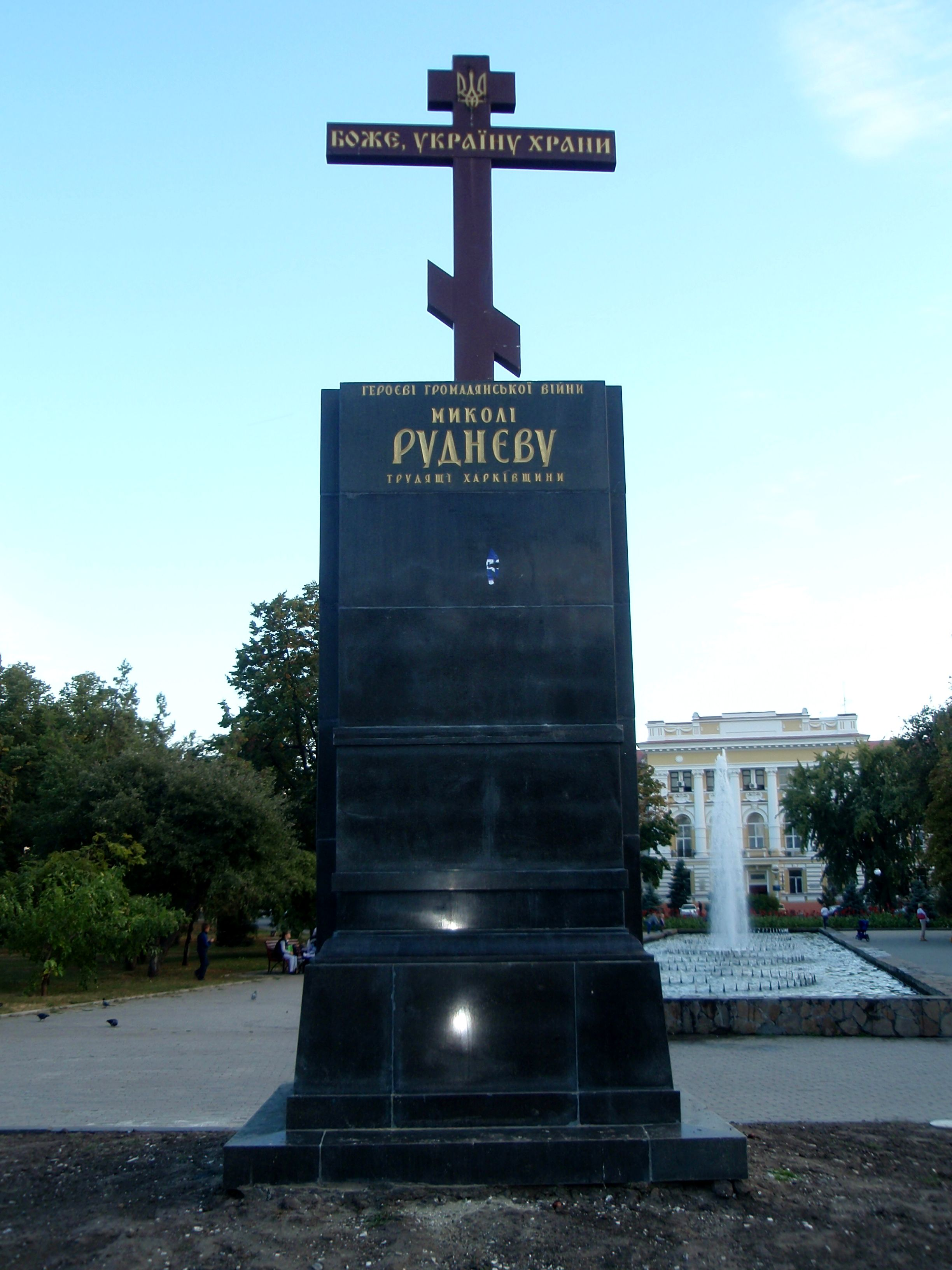
remplacée.